# Cavaliere d'Arpino
Cavaliere d'Arpino, né en Italie en 1926, est un cheval de course Pur-sang. Élevé et entraîné par Federico Tesio, sa carrière se voit largement contrariée par sa fragilité, bien qu'il reste invaincu en cinq courses. 

## Carrière de courses
Cavaliere d'Arpino doit son nom, comme nombre de ses compagnons de l'écurie Tesio, à un peintre, en l'occurrence le Cavalier d'Arpin, un maniériste du tournant du XVIIe siècle. Il est resté dans les mémoires parce que Federico Tesio, l'un des plus grands hommes de courses du XXe siècle, celui qui a élevé et entraîné Nearco et Ribot (qu'il n'a certes pas vu courir, puisqu'il est mort quelques mois avant ses premiers pas en piste), le considérait comme le meilleur cheval qu'il ait jamais élevé. Un avis partagé par son jockey Federico Regoli, qui l'a monté lors de chacune de ses cinq courses, étalées sur trois années.   
Cavaliere d'Arpino a vu sa carrière largement perturbée par une santé fragile, des boiteries à répétition qui ont poussé à le maintenir au box la plupart du temps. Il n'en sort qu'une fois à 3 ans, pour s'imposer dès ses débuts dans l'important Premio Omnium, tandis que le champion Ortello se couvrait de gloire et offrait un premier Prix de l'Arc de Triomphe à l'Italie. On ne revit Cavaliere d'Arpino qu'au printemps 1930, où il remporta brillamment le Premio Ambrosiano, le Premio Presidente della Repubblica (face à Sciacca, vainqueur du Gran Premio d'Italia) et le Gran Premio di Milano de six longueurs devant le 3 ans Filarete, deuxième du Derby Italien et troisième en fin d'année du Prix de l'Arc de Triomphe de Motrico. Maintenu malgré tout à l'entraînement à 5 ans, il ne courut qu'une seule fois, pour une nouvelle victoire dans le Premio Ambrosiano, où il dominait facilement sa compagne d'écurie la championne Nogara, meilleure pouliche de sa génération et accessoirement mère de Nearco et Niccolo dell’Arca, vainqueur de la Triple Couronne italienne. La carrière de Cavaliere d'Arpino s'arrête là, après cinq victoires en autant de sorties, et d'éternels regrets[réf. nécessaire]. 

### Résumé de carrière
| Date        | Hippodrome  | Pays        | Course                             | Distance    | Jockey      | Place       | Écart       | Deuxième    |
| 1929, 3 ans | 1929, 3 ans | 1929, 3 ans | 1929, 3 ans                        | 1929, 3 ans | 1929, 3 ans | 1929, 3 ans | 1929, 3 ans | 1929, 3 ans |
| ----------- | ----------- | ----------- | ---------------------------------- | ----------- | ----------- | ----------- | ----------- | ----------- |
|             | San Siro    | Italie      | Premio Omnium                      | 2 400 m     | F. Regoli   | 1er         |             |             |
| 1930, 4 ans |             |             |                                    |             |             |             |             |             |
| Avril       | San Siro    | Italie      | Premio Ambrosiano                  | 2 000 m     | F. Regoli   | 1er         |             | Sciacca     |
| Mai         | San Siro    | Italie      | Premio Presidente della Repubblica | 2 400 m     | F. Regoli   | 1er         |             | Moltrasio   |
| Juin        | San Siro    | Italie      | Gran Premio di Milano              | 3 000 m     | F. Regoli   | 1er         | 6           | Filarete    |
| 1931, 5 ans |             |             |                                    |             |             |             |             |             |
| Avril       | San Siro    | Italie      | Premio Ambrosiano                  | 2 000 m     | F. Regoli   | 1er         |             | Nogara      |

## Au haras
Cheval plus que fragile, Cavaliere d'Arpino allait cependant s'avérer un étalon de grande valeur pour l'élevage Tesio. Il est notamment le père des champions Traghetto (Derby Italien, Criterium Nazionale, Premio Emanuele Filiberto, Premio Ambrosiano) et Bellini (Derby Italien, Gran Premio del Jockey Club, St. Leger Italien). Grâce à eux, sa lignée a perduré au haras puisque le premier nommé est le père de Nuccio (Prix de l'Arc de Triomphe, Coronation Cup, Gran Premio d'Italia, Premio Presidente della Repubblica) tandis que le second engendra Tenerani (Derby Italien, St. Leger Italiano, Gran Premio di Milano, Gran Premio d'Italia, Gran Premio del Jockey Club, Goodwood Cup), qui n'est autre que le père de Ribot.

## Origines
Havresac, élevé en France mais qui a couru en Italie (où il remporta le Premio Ambrosiano et le Premio Chiusura), était le plus grand étalon italien de son temps, onze fois tête de liste. Federico Tesio lui envoyait régulièrement des poulinières et, outre Cavaliere d'Arpino, l'étalon lui donna Nogara, championne et mère de Nearco.
En 1920, Tesio aligna 6 000 Guinées pour s'offrir une pouliche anglaise nommée Chuette, qu'il avait vu l'année précédente prendre la troisième place du Gran Premio di Milano : c'est la plus forte somme jamais déboursée par cet acheteur plus qu'avisé pour acquérir une jument. Chuette lui donna deux champions, Cavaliere d'Arpino et Cranach (Criterium Nazionale, Gran Premio di Milano (x2), Gran Premio d'Italia, Gran Premio del Jockey Club, St. Leger italien, 2e Derby Italien). 

### Pedigree
| Origines de Cavaliere d'Arpino (ITA), mâle né en 1926 | Origines de Cavaliere d'Arpino (ITA), mâle né en 1926 | Origines de Cavaliere d'Arpino (ITA), mâle né en 1926 | Origines de Cavaliere d'Arpino (ITA), mâle né en 1926 |
| ----------------------------------------------------- | ----------------------------------------------------- | ----------------------------------------------------- | ----------------------------------------------------- |
| Père Havresac 1915                                    | Rabais 1900                                           | St. Simon 1881                                        | Galopin                                               |
| Père Havresac 1915                                    | Rabais 1900                                           | St. Simon 1881                                        | St. Angela                                            |
| Père Havresac 1915                                    | Rabais 1900                                           | Satirical 1891                                        | Satiety                                               |
| Père Havresac 1915                                    | Rabais 1900                                           | Satirical 1891                                        | Chaff                                                 |
| Père Havresac 1915                                    | Hors Concours 1906                                    | Ajax 1901                                             | Flying Fox                                            |
| Père Havresac 1915                                    | Hors Concours 1906                                    | Ajax 1901                                             | Amie                                                  |
| Père Havresac 1915                                    | Hors Concours 1906                                    | Simona 1893                                           | St. Simon                                             |
| Père Havresac 1915                                    | Hors Concours 1906                                    | Simona 1893                                           | Flying Footstep                                       |
| Mère Chuette 1916                                     | Cicero 1902                                           | Cyllene 1895                                          | Bona Vista                                            |
| Mère Chuette 1916                                     | Cicero 1902                                           | Cyllene 1895                                          | Arcadia                                               |
| Mère Chuette 1916                                     | Cicero 1902                                           | Gas 1892                                              | Ayrshire                                              |
| Mère Chuette 1916                                     | Cicero 1902                                           | Gas 1892                                              | Illuminata                                            |
| Mère Chuette 1916                                     | Chute 1905                                            | Carbine 1885                                          | Musket                                                |
| Mère Chuette 1916                                     | Chute 1905                                            | Carbine 1885                                          | Mersey                                                |
| Mère Chuette 1916                                     | Chute 1905                                            | Weir 1896                                             | Galopin                                               |
| Mère Chuette 1916                                     | Chute 1905                                            | Weir 1896                                             | Dee (famille 4-o)                                     |